# كريكفينيسا
كريكفينيسا هي مدينة من مدن كرواتيا. يبلغ عدد سكانها 11122 نسمة وذلك حسب إحصائيات سنة 2011. يبلغ ارتفاع المدينة عن سطح البحر قرابة 0 متر.

## توأمة
لكريكفينيسا اتفاقيات توأمة مع كل من:
- فربانيا
- Harkány [الإنجليزية]‏ [3]

## أعلام
- جيلكو بولياك
- داركو فرانوفيتش

## وصلات خارجية
- الموقع الرسمي